# Земне життя Христа

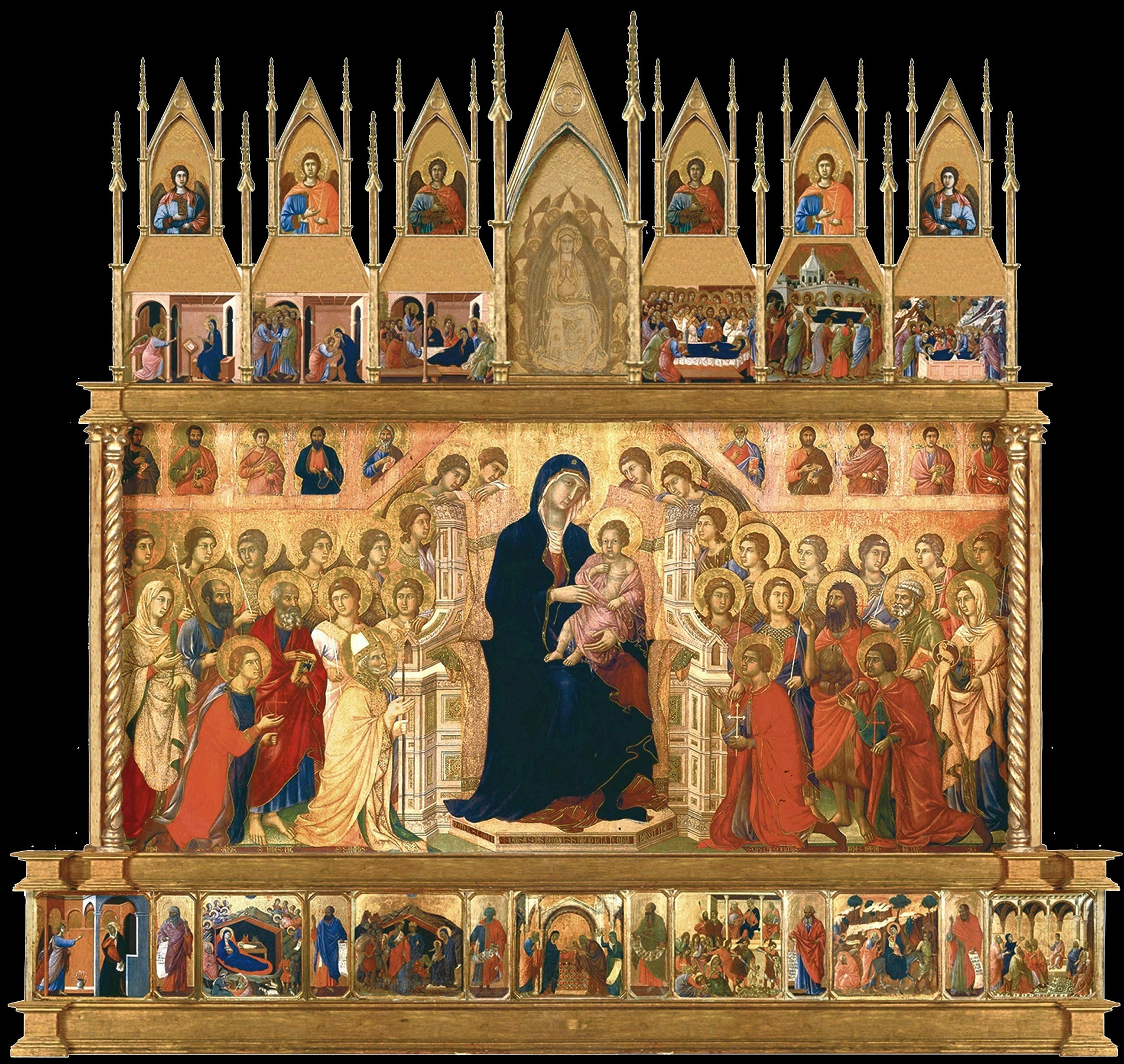
Вівтарний образ (Maestà_(Duccio)) роботи Дуччо ді Буонінсенья, Сієнський собор містить комбінований циклу та в цілому сорока трьох маленьких сцен

Згідно з віруваннями християн, Ісус прийшов у світ щоб своїми стражданнями, смертю та воскресінням спокутувати гріхи людського роду.
Біографію Христа дають головним чином Євангелія — канонічні і численні апокрифічні. Так, народження Христа було передвіщено архангелом Гавриїлом, який явився діві Марії і сповістив, що у неї мав народитися син. Ісус народився в Вифлиємі, куди його батьки вирушили для участі в перепису населення. Потім, рятуючи дитину від царя Ірода, його сім'я вирушає до Єгипту. Повернувшись, сім'я Ісуса оселяється в Назареті. Апокрифічні Євангелія розповідають численні подробиці про життя Ісуса в той час. Натомість канонічні Євангелія відображають лише один епізод з дитинства Ісуса (свято в Єрусалимі). Подальша розповідь — вже про дорослу людину. Ісус став теслею та муляром і після смерті Йосипа годував матір працею рук своїх.
Коли Ісусу було близько 30 років, він зустрівся з Іоаном Хрестителем і прийняв водне хрещення. Після цього він почав проповідувати в різних частинах Ізраїлю. Потім в Єрусалимі його зрадив один з його учнів — Юда — за 30 срібняків, і Ісуса було засуджено юдейським релігійним судом — синедріоном — до смертної кари. Римський намісник Понтій Пілат затвердив цей вирок і Ісус Христос був розіп'ятий на Хресті, а потім похований. Але він воскрес, і явився своїм учням. Так про ці події розповідають автори Євангелія — апостоли.
В Євангеліях ми можемо прочитати опис багатьох чудес, які творив Христос протягом свого земного життя: він лікував хворих, міг ходити по воді, обертати воду на вино тощо. Але крім божественних проявів, Ісус як і будь-яка людина відчував біль і страх. Євангелія дуже відрізняються в частині тлумачення образу Христа. У Івана Ісус з'являється як Бог в людській подобі, його божественна природа всіляко підкреслюється, а Матвій, Марко і Лука надали Христу риси людини.